# Chamlong Srimuang
Chamlong Srimuang (en tailandés: จำลอง ศรีเมือง), (5 de julio de 1935) es un controvertido activista político tailandés, antiguo oficial del ejército.
Fundó y dirigió el Partido Phalang Dharma, fue durante seis años gobernador de Bangkok, llevó la lucha antigolpista contra la sublevación militar de mayo de 1992, y es uno de los líderes de la Alianza Popular para la Democracia, grupo creado para oponerse al entonces primer ministro, Thaksin Shinawatra. Apoyó al Consejo para la Reforma Democrática, la Junta militar que derrocó a Thaksin en un golpe de Estado en 2006 y lidera el movimiento contra el primer ministro, Samak Sundaravej, desde junio de 2008. Es un devoto budista y defensor de la controvertida secta Santi Asoke, célibe, vegetariano, y afirma no tener posesiones mundanas.
Se graduó en la Real Academia Militar de Chulachomklao. Combatió en Laos a la guerrilla comunista y después en Tailandia contra la insurgencia musunana del sur. Junto al denominado grupo de los jóvenes turcos, se le acusó de participar en la masacre contra los estudiantes de la Universidad de Thammasat en 1976 y participó en el golpe de Estado que perimtió a Kriangsak Chomanan hacerse con el gobierno en el año siguiente.
Fue secretario personal del general Prem Tinsulanonda y en 1990 ganó las elecciones para gobernador de la capital. Tras el golpe de Estado de Suchinda Kraprayoon en 1991, dimitió como gobernador. Durante el gobierno de Thaksin Shinawatra se convirtió en uno de los líderes de la Alianza Popular para la Democracia opuesto a Shinawatra y apoyó al golpista Sonthi Boonyaratglin y al primer ministro Surayud Chulanont que lo derrocaron.
Srimuang es conocido por apoyar a muchos golpes de estado en su país, y tras las elecciones de 2007 que dieron la victoria a Samak Sundaravej, Chamlong dirigió la Alianza Popular contra el nuevo primer ministro, acusándolo de corrupción. El 5 de agosto, 30.000 personas se manifestaron en Bangkok, encabezados por la Alianza Popular para la Democracia, ocupando la entrada a la residencia del primer ministro. La policía antidisturbios entró en el complejo ocupado y se emitió una orden judicial para el desalojo de los manifestantes. Se paralizaron 3 aeropuertos regionales y se cancelaron 35 trayectos en tren entre Bangkok y las provincias. Los manifestantes irrumpieron en el Aeropuerto Internacional de Phuket e impidieron el tráfico aéreo. También bloquearon la entrada de otros aeropuertos.
La policía emitió órdenes de detención contra Sondhi Limthongkul y otros 8 dirigentes de la protesta bajo la acusación de insurrección, conspiración, reunión ilícita e incumplimiento de la orden de disolverse. Chamlong Srimuang fue detenido el 5 de octubre de 2008 acusado de sedición.